# 广西美登木
广西美登木（学名：Maytenus guangxiensis）是卫矛科美登木属的植物，是中国的特有植物。分布于中国大陆的广西等地，多生在石灰岩山地灌丛中，目前尚未由人工引种栽培。
其种加词“guangxiensis”意为“广西的”。